# 프란스 푸트로스
프란스 디아 지르지스 하다드 푸트로스(Frans Dhia Jirjis Haddad Putros, 1993년 7월 14일 ~)는 프란스 푸트로스(아랍어: فرانس بطرس, Frans Putros)는 라고도 불리며, 이라크의 축구 선수이며, 현재 포트 FC에서 뛰고 있다. 포지션은 수비수이다.

## 국가대표팀 경력
덴마크에서 태어난 푸트로스는 아시리아 출신으로 이라크 국적을 선택 하였고 2018년 8월 4일 팔레스타인과의 친선 경기에서 데뷔전을 치렀다. 이라크 대표팀에 부름을 받아 2019년 AFC 아시안컵에 참가 하게 되었다.